# کنیچی هاشیموتو
کنیچی هاشیموتو (ژاپنی: 橋本 研一؛ زادهٔ ۱۶ آوریل ۱۹۷۵) یک بازیکن فوتبال اهل ژاپن است.
از باشگاه‌هایی که در آن بازی کرده‌است می‌توان به باشگاه فوتبال کاشیما آنتلرز و باشگاه فوتبال یوکوهاما مارینوس اشاره کرد.